# たかぎなおこ
たかぎ なおこ（本名：高木 直子〈読みは同じ〉、1974年3月26日 - ）は、三重県四日市市出身のイラストレーター。血液型O型。
美術系短大およびデザイン専門学校卒業後、名古屋市のデザイン会社を経て1998年に上京。『150cmライフ。』でイラストエッセイデビュー。

## 人物
家族は両親と一学年上の姉と五学年下の弟がいる。学生時代はテニス部に所属。子どもの頃から絵を書くのが大好きだった。また、小柄な体型ながら非常によく食べ、旅エッセイでの食べ歩きなどのエピソードに生かされている。温泉や銭湯が好きで著書によく登場する。趣味は相撲観戦。上京後、姉と一緒に住んでいた時期がある。
小学校5年生の時（1984年）、学校に迷いこんだ野良犬をいじめっこ男子から守るため、勝手に家に連れてゆき、16年間（2000年12月23日没）育てた。犬の名前は「ムク」（姉が命名）。詳細は『うちの犬（ムク）、知りませんか？』に掲載されている。

## 経歴
学生時代から色々なバイトをしていた。22歳で地元のイラスト会社に就職し、その後（1998年）上京して一人暮らしを始める。イラストスクールに通いながらバイトをしていた。ホームページを作ったところ、ホームページを見たイラスト会社の編集者からホームページで描いている話を漫画にして描くことを提案され、2003年『150cmライフ。』でイラストレーターとしてデビューした。
2008年春、バイト時代の友達「のりこさん」とマラソンを始める。東京マラソンをテレビで観て影響を受けたことが始めるきっかけとなる。マラソンを始めたことで、当時の担当編集者「加藤さん」の提案からマラソンチャレンジ本を出すきっかけとなる。のりこさんに次いで加藤さんも一緒にマラソンを始める。マラソンチャレンジは6年続き、チャレンジ本最後の『海外マラソンRunRun旅』の頃には、何度かフルマラソンを完走したり、自身の完走タイムを更新している。
2015年11月5日、自身のホームページにて入籍を発表した。相手男性は「東京生まれの2歳上の、ちょっとぽっちゃりめの優しい人」だという。誕生日は5月5日で、通称「おつぐやん」。
2017年2月20日、自身のホームページにて女の子を出産したことを発表した。愛称は「むーちゃん」。2017年6月まで仕事を休業していたが2017年7月から再開した。2020年から二世帯住宅で夫の母と同居していることが語られている。

## 作品
- 150cmライフシリーズ（2003年 - 2006年KADOKAWA / メディアファクトリー）
- ひとりぐらしも5年め（2003年、KADOKAWA / メディアファクトリー）
- のほほん風呂（2004年、産業編集センター）
- 上京はしたけれど。（2004年、KADOKAWA / メディアファクトリー）
- はじめてだったころ（2005年、廣済堂出版）
- ひとりたびシリーズ（2006年 - 2007年、KADOKAWA / メディアファクトリー）
- 30点かあさんシリーズ（2007年 - 2008年、KADOKAWA / メディアファクトリー）
- 浮き草デイズシリーズ（2008年 - 2009年、文藝春秋）
- 愛しのローカルごはん旅シリーズ（2008年 - 2011年、KADOKAWA / メディアファクトリー）
- ひとりぐらしも9年め（2009年、文藝春秋）
- マラソンシリーズ（2009年 - 2014年、KADOKAWA / メディアファクトリー）
- ローカル線で温泉ひとりたび（2010年、KADOKAWA / メディアファクトリー）
- ひとり暮らしな日々（2010年、主婦と生活社）
- アジアで花咲け！なでしこたちシリーズ（2012年 - 2013年、KADOKAWA / メディアファクトリー）
- うちの犬（ムク）、知りませんか？（2012年、文藝春秋）
- へなちょこ手づくり生活（2013年、月刊MOE）
- はらぺこ万歳! 家ごはん、外ごはん、ときどき旅ごはん（2014年、コミックエッセイルーム）
- 親孝行できるかな？親も年をとってまいりました（2015年、KADOKAWA / メディアファクトリー）
- ひとりぐらしも何年め？（2015年、KADOKAWA / メディアファクトリー）
- 良いかげんごはん（2016年、オレンジページ）
- お祭り万歳！日本全国、四季の祭りとご当地ごはん（2016年、オレンジページ）
- お互い40代婚（2018年、レタスクラブ）
- おかあさんライフ。シリーズ（2020年 - 2023年、レタスクラブ）
- はらぺこ万歳！おかわり夫婦ごはん&親子ごはん（2020年、オレンジページ）
- お弁当デイズ（2023年、コミックエッセイルーム）
- 体力アップ1年生（2024年、レタスクラブ）
- うきうき思いつきひとり遠足（2024年、レタスクラブ→レタスクラブweb）
- 今夜はなんの魚かな？（2024年、レタスクラブ）

## 単行本
- 150cmライフ。（2003年、KADOKAWA / メディアファクトリー）
- ひとりぐらしも5年め（2003年、KADOKAWA / メディアファクトリー）
- 150cmライフ。2（2004年、メディアファクトリー）
- のほほん風呂（産業編集センター）
- 上京はしたけれど。（2004年、KADOKAWA / メディアファクトリー）
- はじめてだったころ（2005年、廣済堂出版）
- 150cmライフ。3（2006年、KADOKAWA / メディアファクトリー）
- ひとりたび1年生（2006年、KADOKAWA / メディアファクトリー）
- 30点かあさん（2007年、KADOKAWA / メディアファクトリー）
- ひとりたび2年生（2007年、KADOKAWA / メディアファクトリー）
- 浮き草デイズ1（2008年、文藝春秋）
- 愛しのローカルごはん旅（2008年、KADOKAWA / メディアファクトリー）
- 浮き草デイズ2（2009年、文藝春秋）
- ひとりぐらしも9年め（2009年、文藝春秋）
- マラソン1年生（2009年、KADOKAWA / メディアファクトリー）
- ローカル線で温泉ひとりたび（2010年、KADOKAWA / メディアファクトリー）
- ひとり暮らしな日々（2010年、主婦と生活社）
- マラソン2年生（2010年、KADOKAWA / メディアファクトリー）
- 愛しのローカルごはん旅 もう一杯！（2011年、KADOKAWA / メディアファクトリー）
- アジアで花咲け！なでしこたち（2012年、KADOKAWA / メディアファクトリー）
- うちの犬（ムク）、知りませんか？（2012年、文藝春秋）
- まんぷくローカルマラソン旅（2013年、KADOKAWA / メディアファクトリー
- アジアで花咲け！なでしこたち2（2013年、KADOKAWA / メディアファクトリー）
- へなちょこ手づくり生活（2013年、白泉社）
- 海外マラソンRunRun旅（2014年、KADOKAWA / メディアファクトリー）
- はらぺこ万歳! 家ごはん、外ごはん、ときどき旅ごはん（2014年、文藝春秋）
- 親孝行できるかな？親も年をとってまいりましたコミックエッセイ（2015年、KADOKAWA / メディアファクトリー）
- ひとりぐらしも何年め？（2015年、KADOKAWA / メディアファクトリー）
- 良いかげんごはん（2016年、オレンジページ）
- お祭り万歳！日本全国、四季の祭りとご当地ごはん（2016年、文藝春秋）
- お互い40代婚（2018年、KADOKAWA / メディアファクトリー）
- おかあさんライフ。（2020年、KADOKAWA / メディアファクトリー）
- はらぺこ万歳！おかわり夫婦ごはん&親子ごはん（2020年、文藝春秋）
- おかあさんライフ。毎日一緒におさんぽ編（2021年、KADOKAWA / メディアファクトリー）
- おかあさんライフ。 今日も快走！ママチャリ編（2023年、KADOKAWA / メディアファクトリー）
- お弁当デイズ 夫と娘とときどき自分弁当（2023年、文藝春秋）
- 浮き草デイズ1 新装版（2023年、文藝春秋）
- 浮き草デイズ2 新装版（2023年、文藝春秋）
- 体力アップ1年生（2024年、KADOKAWA）
- ひとりたび1年生 新装版（2024年、KADOKAWA）
- 新装版たかぎなおこライブラリー マラソン1年生（2025年、KADOKAWA）

## 出演
- アジアで花咲け!なでしこたち（2012年）

レポーター。同番組をまとめた書籍（2巻）あり。

## 参加作品
- 『どんな絵本を読んできた？』（角野栄子他57人と共著）（2017年、平凡社）